# 百貨公司

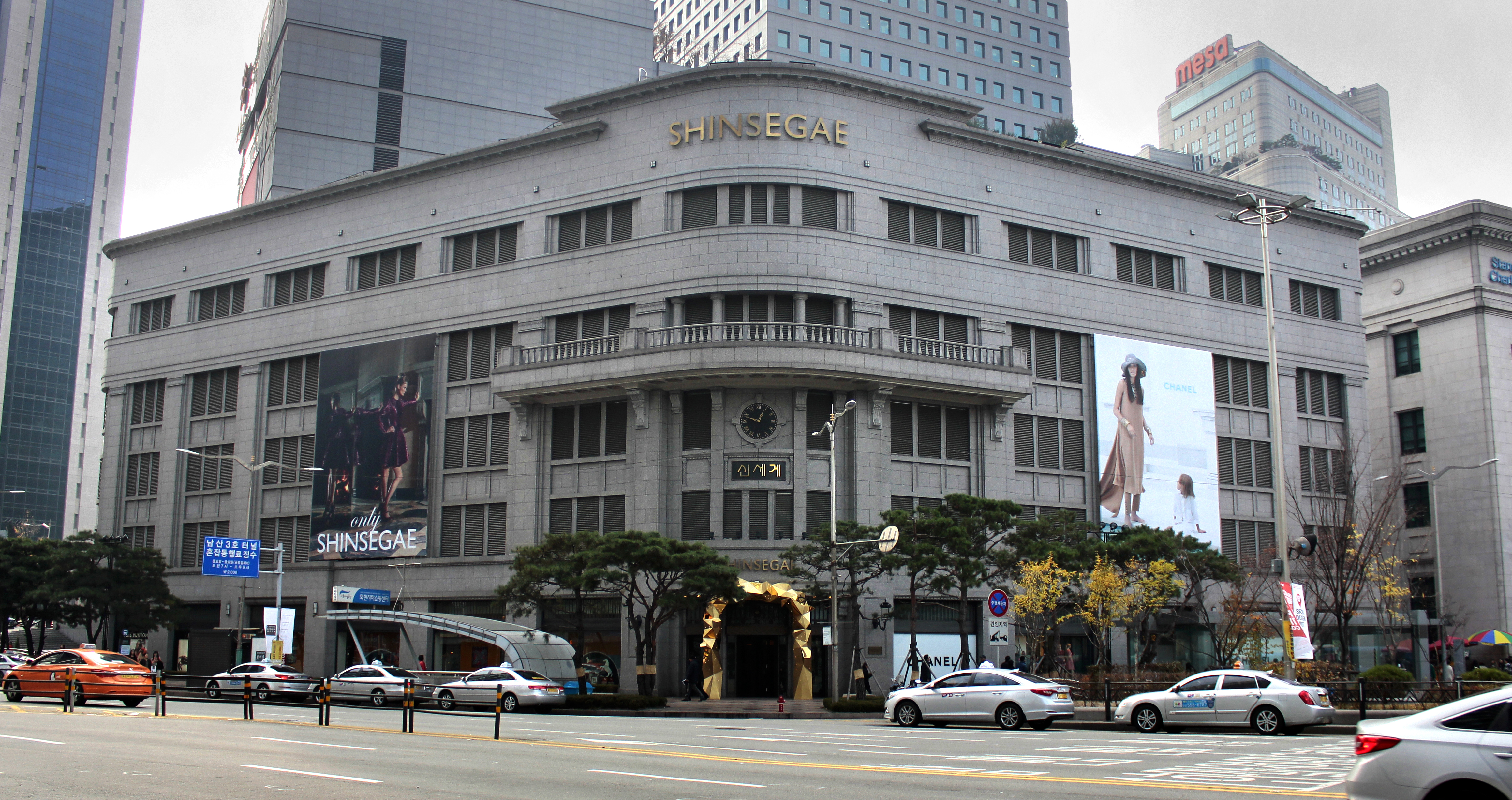
韓國首爾新世界百貨

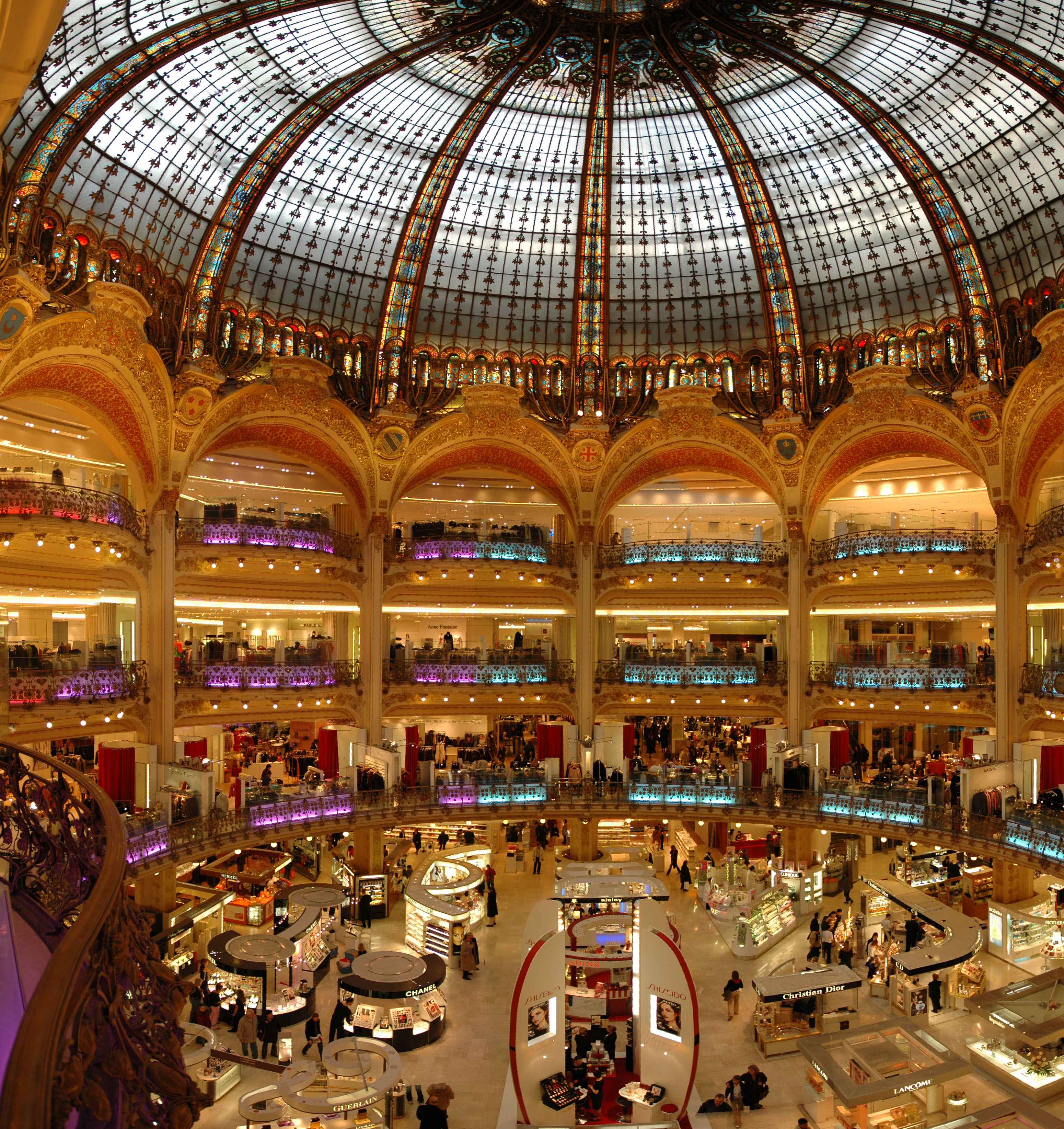
巴黎老佛爺百貨

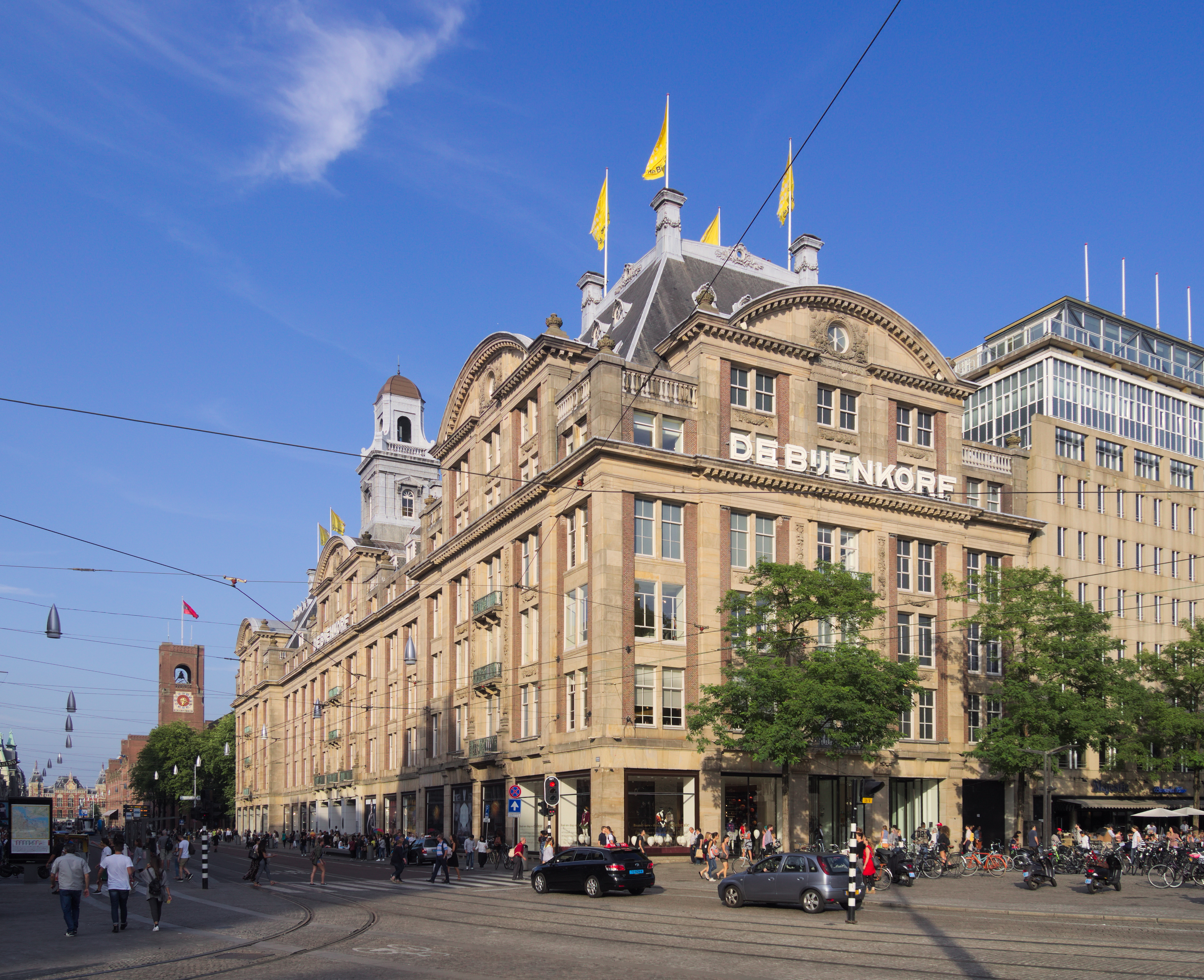
位于荷兰阿姆斯特丹水坝广场的女王店旗舰店

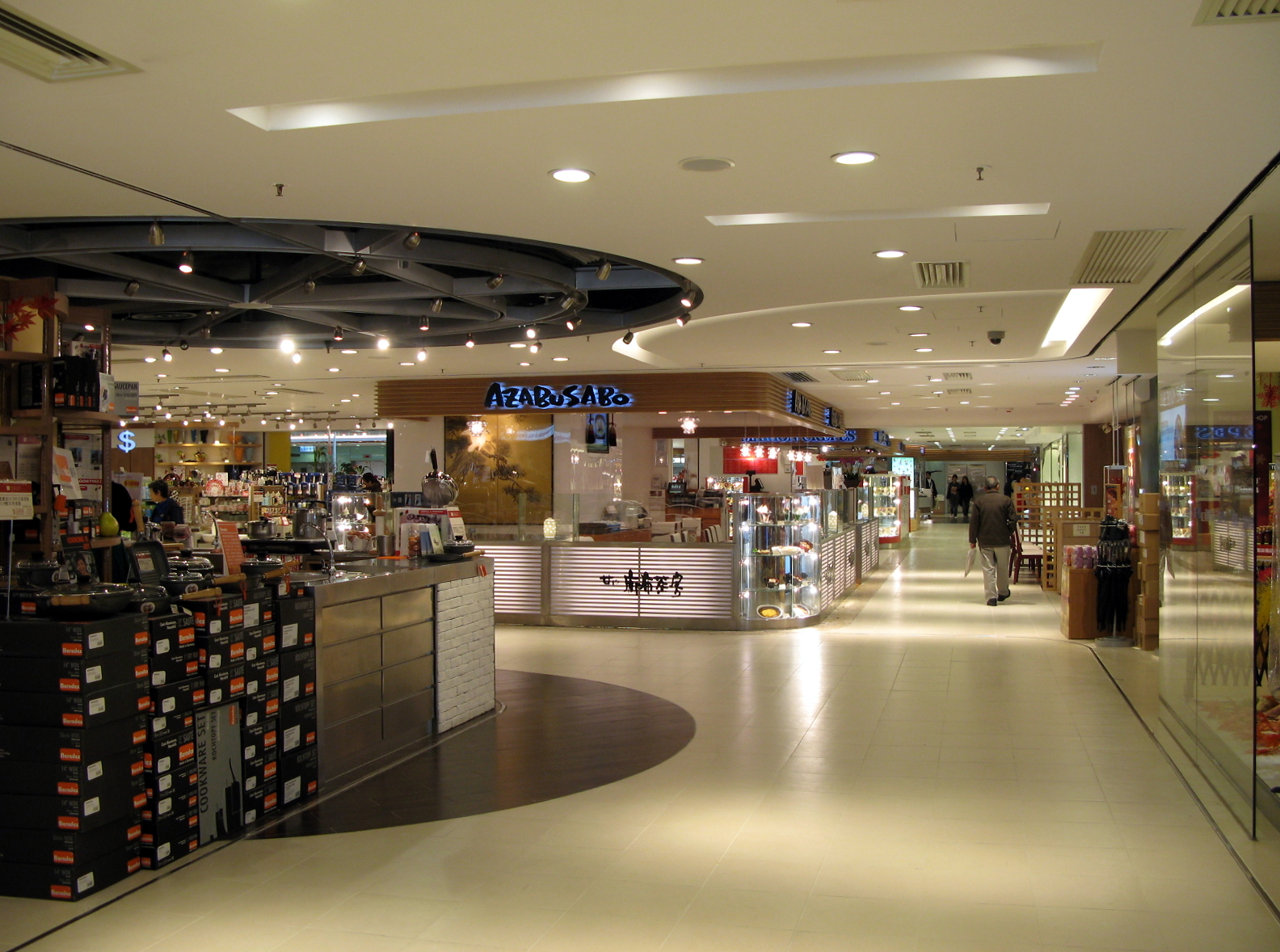
21世紀香港的百貨內部

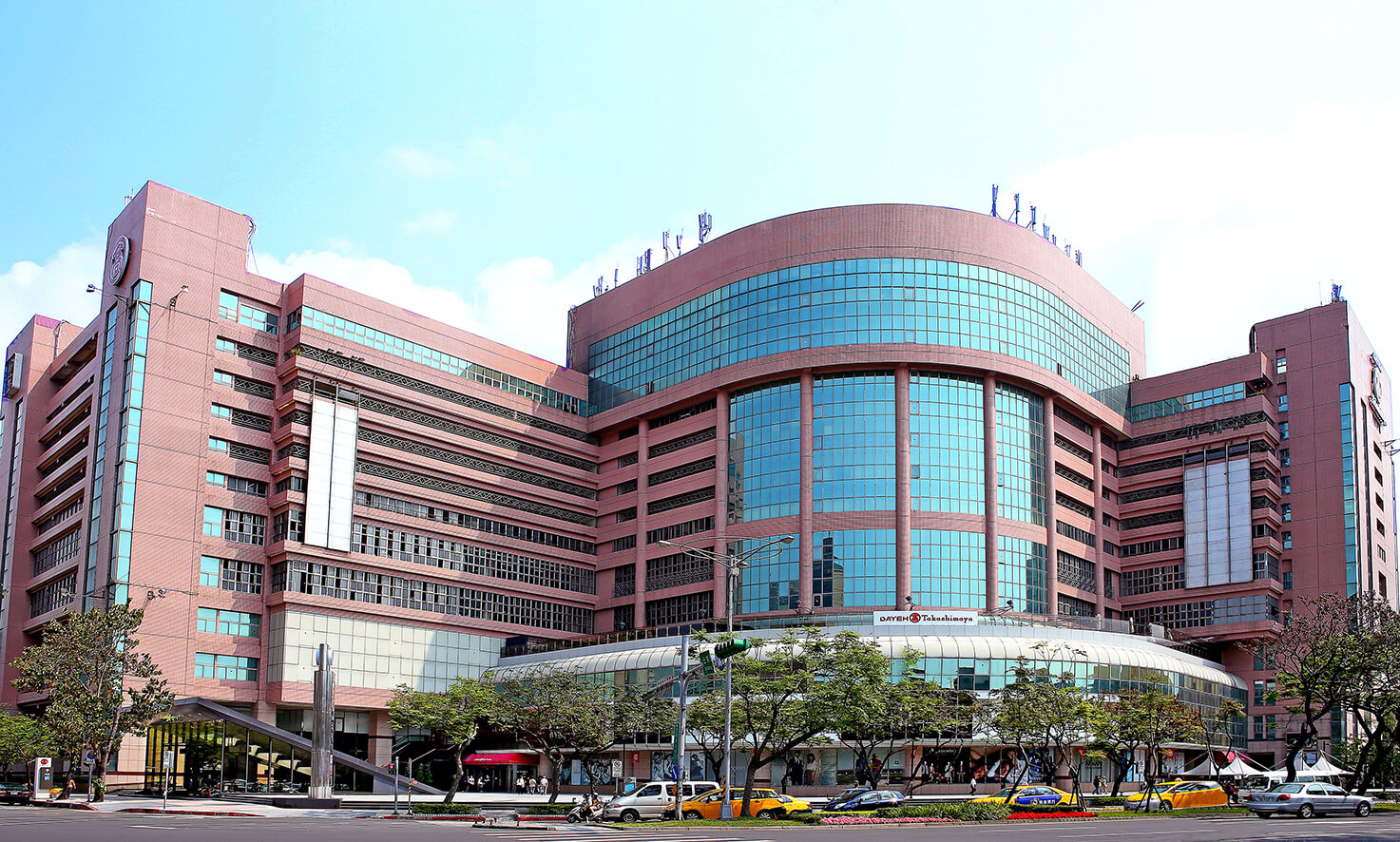
台北·天母·大葉高島屋百貨公司

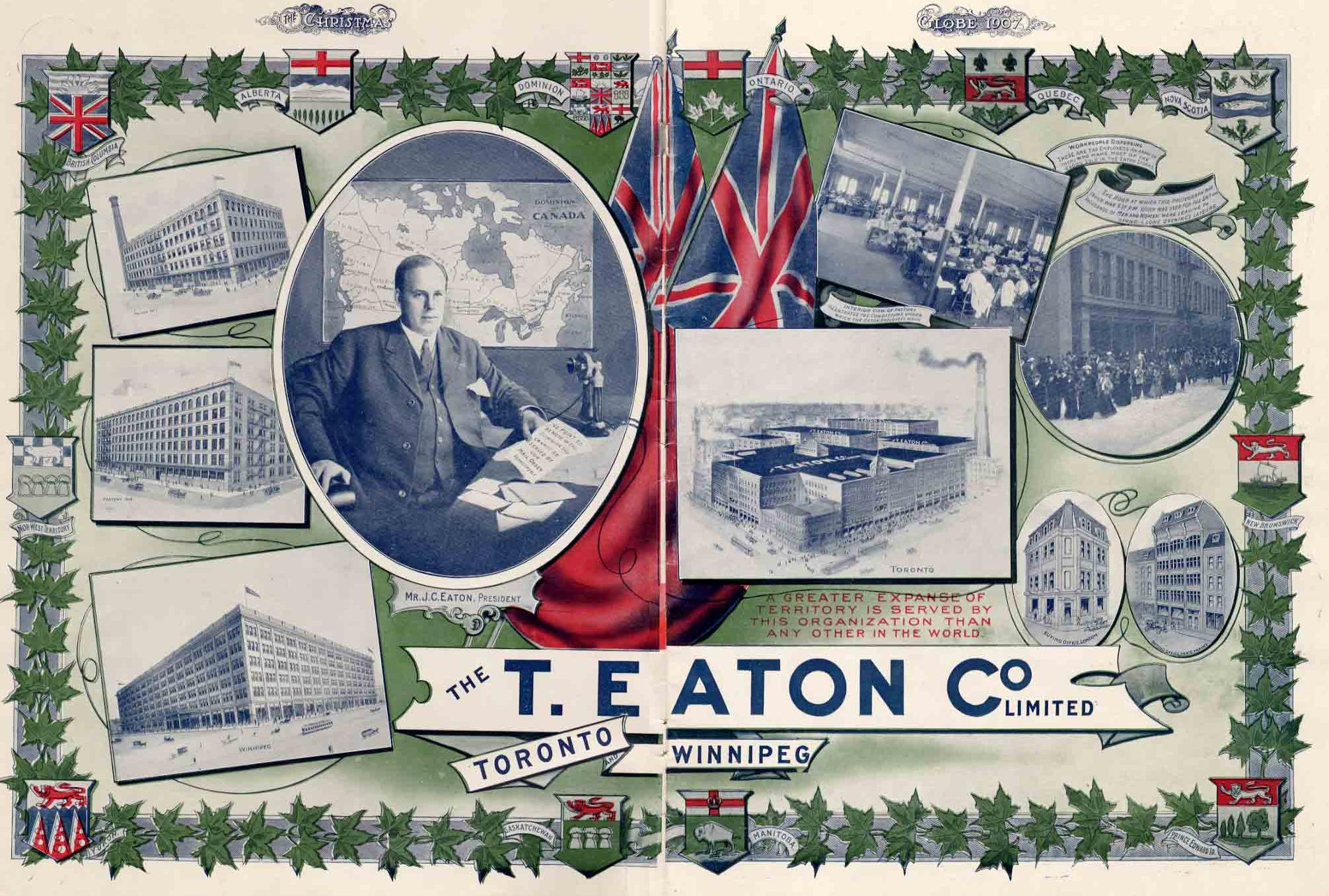
1907年加拿大百貨公司的廣告

百貨公司（英語：Department store），亦稱為百貨、百貨商店或百貨店，是一種大型的、以零售为主的商店，它在陳列架上會將各種產品分門別類，並且放置在容易找到的位置，方便顧客挑選。
不同於超級市場的混雜，百貨公司通常會售賣較昂貴和大型的商品，內部會將簽約專賣店遷入，這與商家更廣泛的商場類似，但都有經過合作進行分門別類的集中管理和調配，例如高檔傢具、名牌電器等品牌專櫃，亦會售賣流行服裝、化妝品、進口玩具、廚具及運動用品等，一般不會有生鮮食品，通常是設置美食街、或是自設超市等的方式來提供飲食。有些百貨公司的收銀處設置得較為分散，甚至不同商家各自為政，另一些則會像超級市場一樣集中在出入口，由單一的櫃台結帳。

## 發展概況

### 香港
香港第一家百貨公司，永安公司于1907年6月28日由原在澳洲雪梨經營水果批發的香山縣（今廣東中山市）華僑郭樂及其弟郭泉在香港創辦，地址在德輔道中107－235號。而總店現址則位於上環德輔道中211號，最初的永安百貨公司，只有一間營業室，二十餘名員工。

### 中國大陸

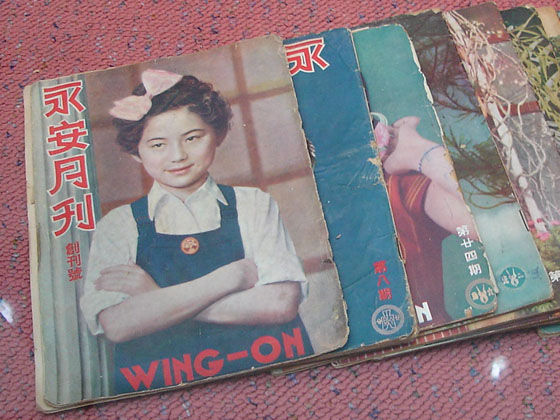
永安公司創辦的《永安月刊》創刊號，藏於中山商業文化博物館

1911年廣州先施公司開幕。1917年上海先施開幕。1918年9月5日，上海永安百貨創辦。首先在上海南京路635號（浙江路口西南角）建成一棟6層營業大樓，1933年又在旁邊浙江路和湖北路之間的尖角地帶（南京路627號）新建22層的永安新廈。

### 日本
日本第一家百貨公司始於1904年，日文稱「百貨店」，現有的全國系統為H2O（阪神、阪急）、J.FRONT（大丸與松坂屋）、三越伊勢丹、7&I控股、高島屋，另有數百家區域型百貨各霸一方。店鋪型態，有都市型的百貨店，多設於鐵路車站附近的繁華街道商業中心位置。郊外型則設有大型停車場。

### 台灣
日治時代，並無「百貨公司」的名詞，但1900年的報紙，已經出現許多「百貨店」的廣告，販賣許多不同類型商品。但真的要稱的上是現今意義的百貨公司，且具有升降電梯的，則整個日本時期，全台共有三家大型百貨店，小型百貨店則各城市都有而數量更多。三家大型的百貨公司，分別是臺北的「菊元商行（菊元百貨）」，臺南的「ハヤシ百貨店(林百貨)」與，高雄的「吉井百貨店」，三家店的共同特色是都會在頂樓升起商標旗幟。
1932年11月28日16點整，臺北市衡陽路與博愛路口（舊稱榮町，今國泰世華銀行），一棟6層的民間最高樓建築落成，而當時的日本最高樓不過8層，這棟就是最早的百貨公司「菊元商行」（Kikumoto），開幕於同年12月3日，5樓是有各式西式料理的「菊元食堂」，並裝置「升降電梯」，由女服务员操控與現在的日系百貨相同。3天後，第2家百貨公司在台南開幕。這家「ハヤシ百貨店」（Haiyashi，林）位於末廣町（今中正路與忠義路口），老闆為林方一，屬5層建築，1樓為化妝品、洋菓子、煙酒與鞋子，2樓為童裝，3樓為布料與服飾，4樓為文具與玩具，5樓為洋食堂與喫茶室，並配備升降電梯，營業時間為早上8點至晚上10點。高雄的「吉井百貨店」開幕於1941年鹽埕區，一樣是5樓且有升降電梯。而臺灣第一部「手扶電梯」出現於1958年的高雄「大新百貨公司」。
戰後台灣的百貨業快速成長，幾家較具規模的百貨公司，如遠東百貨、新光三越、遠東SOGO及大葉高島屋等陸續開店。這樣的結果顯示，台灣的百貨公司有朝大型化發展的趨勢。分析現階段台灣百貨業的發展特色，除了朝大型連鎖化發展以外，百貨業的經營策略，由同質化走向差異化，本土百貨業者與外商合作的例子愈來愈多等，也是國內百貨業發展的特色。

#### 朝大型連鎖化發展
台灣的百貨業發展至成長階段時，市場的密度會逐漸增加，同類型的百貨公司間競爭加劇，而在競爭後仍能獲得生存者，往往是屬於有大型財團作為後盾的廠商；其次，大型財團由於資本雄厚，所以在「有利可圖」的情況下，發展百貨連鎖成為一種普遍的現象。這類型的百貨公司如遠東SOGO、新光三越及遠東百貨等。

#### 經營策略由同質化走向差異化
此種經營策略一方面是因應個性化消費時代來臨，另一方面是來自百貨業的成長階段已進入成熟期—廠商密度高且競爭激烈，所以百貨業者必須在市場上尋求具有發展潛力的生存利基，才不會被激烈的市場競爭淘汰。這類型的百貨公司如衣蝶生活流行館(原力霸百貨南西店)、中興百貨等。

#### 與外商合作愈顯頻繁
台灣的百貨業目前較多與日商進行技術合作或合資，此種合作關係由於過度倚重提供技術的廠商，對國內百貨業的未來發展可能產生不良影響；但是這種與外商合作的關係，在全球產業國際化的趨勢及消費者需求的引導下，未來仍將蓬勃發展。至於這類型的國內業者，如明德春天百貨與法國的PRINTEMPS百貨公司合作、大葉高島屋與日本的Takashimaya百貨公司合作等。

#### 高度集中都會區
台灣的百貨公司，目前仍是集中分佈於台北、台中、高雄等大都會區內，其他縣市則以中小型百貨公司為主，目前台灣本島僅苗栗縣.南投縣.彰化縣.雲林縣.嘉義縣.台東縣無百貨公司。在臺灣，通常以年度業績突破新臺幣100億作為指標。目前臺灣計有11間百貨達成此數字，分別是：遠東SOGO台北忠孝館及復興館、新光三越台北信義新天地、台北101購物中心（以上均位於臺北市）、Mega City板橋大遠百、新竹巨城購物中心、新光三越台中中港店、Top City台中大遠百、新光三越台南新天地、漢神巨蛋購物廣場、統一夢時代購物中心。

#### 百貨公司營業面積
北台灣最大：Big city 遠東巨城購物中心
中台灣最大：Top city 台中大遠百
南台灣最大：漢神巨蛋購物廣場
東台灣最大：花蓮遠百